# Atriplex crispa
Atriplex crispa là loài thực vật có hoa thuộc họ Dền. Loài này được D.Dietr. mô tả khoa học đầu tiên năm 1852.